# Дете (сериал)
Дете (на турски: Çocuk) e турски драматичен сериал, излъчващ се премиерно през 2019 г.

## Актьорски състав
- Назан Кесал – Асийе Карасу
- Исмаил Хаджъоглу – Хасан Четин
- Серхат Теоман – Али Кемал Карасу
- Мевре Чагъран – Акча Йълмаз
- Джейда Атеш – Шуле Карасу
- Кенан Аджар – Мурат Карасу
- Окдай Корунан – Осман Шахин
- Нимет Ийгюн – Емине Йълмаз
- Селда Актуна – Мелек Шахин
- Мехмет Емин Гюней – Ефе Карасу
- Айлин Арас – Айше Шахин